# Schlachthof (Album)
Schlachthof ist das dritte Livealbum der Band Subway to Sally. Es erschien am 5. September 2008 beim Label Nuclear Blast sowohl als CD als auch als DVD und Blu-ray. Hierbei handelt es sich um einen Konzertmitschnitt vom 28. Dezember 2007 aus dem Alten Schlachthof in Dresden. Das Konzert wurde im Rahmen der Bastard-Tour aufgenommen. Am 1. und 2. September 2008 wurde die DVD bereits in einigen deutschen Kinos gezeigt. In Berlin und München war die Band bei der Vorführung anwesend. Die CD bzw. DVD erreichte Platz 23 der deutschen Albencharts.

## Geschichte
Schlachthof enthält Liveaufnahmen der von November 2007 bis September 2008 dauernden Bastard-Tour. Das Konzert wurde im Alten Schlachthof in Dresden aufgenommen.
Die Band verwendete hierzu ihr eigenes Equipment und ihre eigene Techniker, um eine bessere Qualität während des Konzertes zu erzielen.
Subway to Sally wählten den Alten Schlachthof für ihre Liveaufnahme, da ihnen die Location dort besonders gefiel und es genügend Platz für das Filmequipment gab.
Bis auf In der Stille und Voodoo wurden alle Songs des Studioalbums Bastard gespielt. Außerdem wurden mit Sabbat und Es kommt ein Sturm zwei Stücke gespielt, die eher selten live interpretiert wurden. Zudem wird auf der DVD das Lied Umbra präsentiert, welches zuvor nur ein einziges Mal live gespielt wurde. Das Stück Wehe Stunde wurde lediglich von Eric Fish und Ingo Hampf und seiner Renaissance-Laute interpretiert.
Schlachthof ist Teil eines neuen Konzepts von Subway to Sally. In Zukunft ist auf Wunsch der Band geplant, alle zwei bis drei Jahre ein Livealbum zu veröffentlichen, um den Fans die „Liveband Subway to Sally“ zu präsentieren und deren Entwicklung zu dokumentieren.

## Titelliste

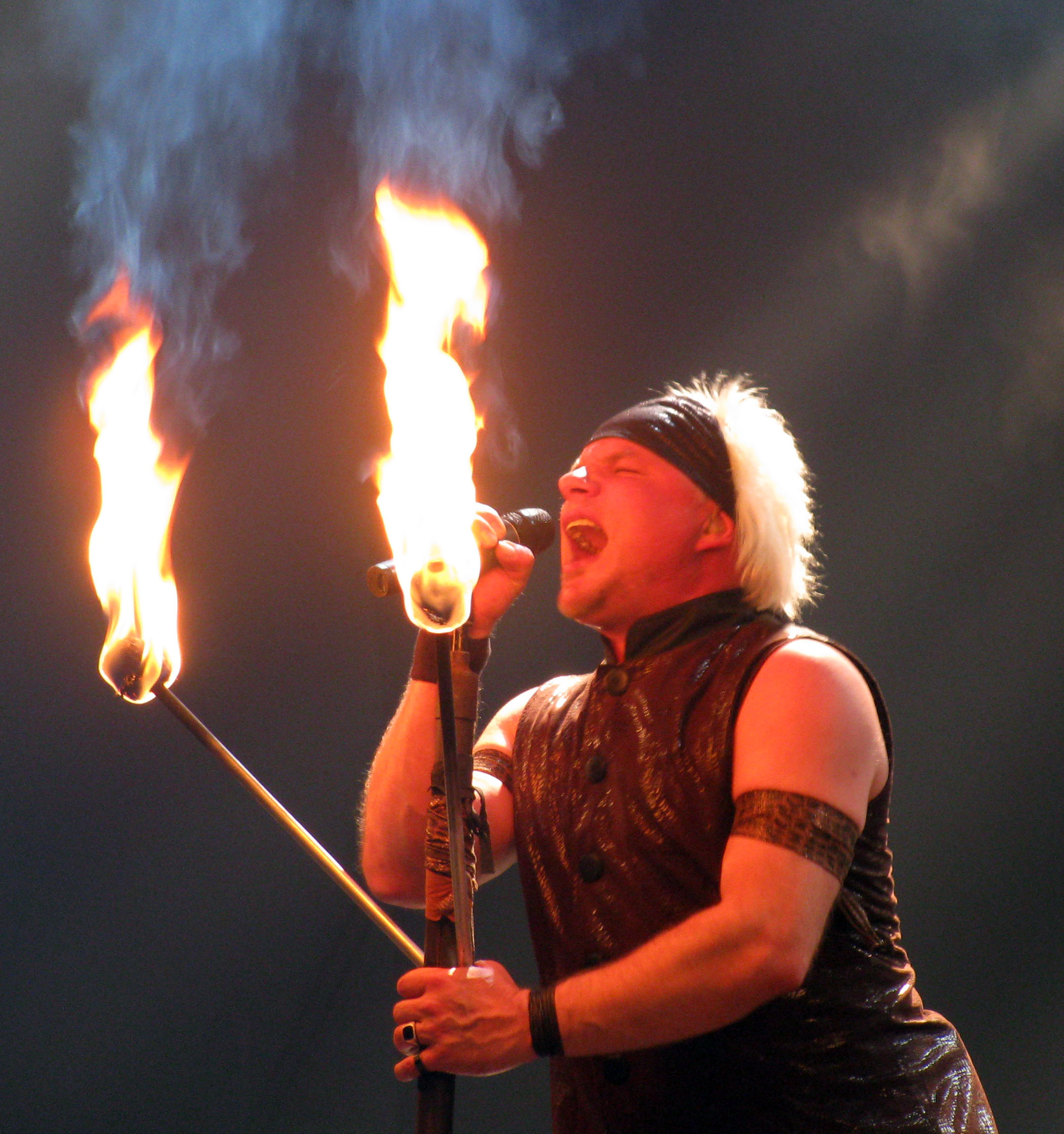
Eric Fish während der Bastard-Tour

### CD
1. Die Trommel (vom Album Bastard)
2. Kleid aus Rosen (vom Album Herzblut)
3. Auf Kiel (vom Album Bastard)
4. Tanz auf dem Vulkan (vom Album Bastard)
5. Feuerland (vom Album Nord Nord Ost)
6. Es kommt ein Sturm (vom Album Foppt den Dämon!)
7. Puppenspieler (vom Album Bastard)
8. Unentdecktes Land (vom Album Bastard)
9. Eisblumen (vom Album Nord Nord Ost)
10. Sag dem Teufel (vom Album Foppt den Dämon!)
11. Ohne Liebe (vom Album Hochzeit)
12. Veitstanz (vom Album Herzblut)
13. Fatum (vom Album Bastard)
14. Seemannslied (vom Album Nord Nord Ost)
15. Wehe Stunde (vom Album Bastard)
16. Julia und die Räuber (vom Album Foppt den Dämon!)

### Videoalbum
1. Canticum Santanae (vom Album Bastard)
2. Hohelied (vom Album Bastard)
3. Puppenspieler (vom Album Bastard)
4. Unentdecktes Land (vom Album Bastard)
5. Die Trommel (vom Album Bastard)
6. Eisblumen (vom Album Nord Nord Ost)
7. Falscher Heiland (vom Album Engelskrieger)
8. Sabbat (vom Album Hochzeit)
9. Es kommt ein Sturm (vom Album Foppt den Dämon!)
10. Feuerland (vom Album Nord Nord Ost)
11. Wehe Stunde (vom Album Bastard)
12. Meine Seele brennt (vom Album Bastard)
13. Auf Kiel (vom Album Bastard)
14. Tanz auf dem Vulkan (vom Album Bastard)
15. Henkersbraut (vom Album Hochzeit)
16. Kleid aus Rosen (vom Album Herzblut)
17. Sag dem Teufel (vom Album Foppt den Dämon!)
18. Ohne Liebe (vom Album Hochzeit)
19. Sieben (vom Album Nord Nord Ost)
20. Das Rätsel II (vom Album Nord Nord Ost)
21. Veitstanz (vom Album Herzblut)
22. Julia und die Räuber (vom Album Foppt den Dämon!)
23. Fatum (vom Album Bastard)
24. Umbra (vom Album Bastard)
25. Seemannslied (vom Album Nord Nord Ost)

## Kritik
Oft wurde die gute Ton- und Videoqualität der CD/DVD gelobt. Auch der Umgang der Band mit den Fans und die gute Performance traf auf gute Kritiken. Allerdings wurde häufig bemängelt, dass die Band zu früh ein weiteres Livealbum veröffentlichte und die Songauswahl für Fans zu berechenbar gewesen sei. Außerdem wurde das relativ kurze Bonusmaterial bemängelt, welches ein „recht langweiliges“, selbstgedrehtes Tourtagebuch darstellt. Zudem stieß die im Vergleich zur Nord-Nord-Ost-Tour relativ gemäßigte Pyroshow auf keine guten Kritiken, da Effekte wie die Schneekanone fehlten.